# Ланкастер, Пенни
Пе́нни Ланка́стер-Стюа́рт (англ. Penny Lancaster-Stewart; 15 марта 1971, Челмсфорд, Эссекс, Англия, Великобритания) — британская фотомодель и фотограф.

## Карьера
Наиболее известна модельной работой для бренда нижнего белья «Ultimo».
Также является фотографом.

## Личная жизнь
С 16 июня 2007 года Пенни замужем за музыкантом Родом Стюартом (род.1945), с которым до их свадьбы встречалась 8 лет. У супругов есть два сына — Аластер Уоллес Стюарт (род.27.11.2005) и Эйден Стюарт (род.16.02.2011).